# Medalla Priestley
La Medalla Priestley es el honor más alto conferido por la Sociedad Americana de Química (American Chemical Society) (ACS), es entregada por distinguidas investigaciones en el campo de la química. Establecida en 1922, el premio fue nombrado en honor de Joseph Priestley, el descubridor del oxígeno quien emigró a los Estados Unidos en 1794. 
La medalla se entregaba originalmente cada tres años. Sin embargo, desde 1944 se entrega anualmente.

## Lista de galardonados

### Años 1920
- 1923 Ira Remsen
- 1926 Edgar Fahs Smith
- 1929 Francis P. Garvan

### Años 1930
- 1932 Charles L. Parsons
- 1935 William A. Noyes
- 1938 Marston T. Bogert

### Años 1940
- 1941 Thomas Midgley, Jr.
- 1944 James Bryant Conant
- 1945 Ian Heilbron
- 1946 Roger Adams
- 1947 Warren K. Lewis
- 1948 Edward R. Weidlein
- 1949 Arthur B. Lamb

### Años 1950
- 1950 Charles A. Kraus
- 1951 E. J. Crane
- 1952 Samuel C. Lind
- 1953 Robert Robinson
- 1954 W. Albert Noyes, Jr. (hijo de William A. Noyes)
- 1955 Charles A. Thomas
- 1956 Carl S. Marvel
- 1957 Farrington Daniels
- 1958 Ernest H. Volwiler
- 1959 Hermann Irving Schlesinger

### Años 1960
- 1960 Wallace R. Brode
- 1961 Louis Plack Hammett
- 1962 Joel H. Hildebrand
- 1963 Peter J. W. Debye
- 1964 John C. Bailar, Jr.
- 1965 William J. Sparks
- 1966 William Oliver Baker
- 1967 Ralph Connor
- 1968 William G. Young
- 1969 Kenneth S. Pitzer

### Años 1970
- 1970 Max Tishler
- 1971 Frederick D. Rossini
- 1972 George B. Kistiakowsky
- 1973 Harold C. Urey
- 1974 Paul J. Flory
- 1975 Henry Eyring
- 1976 George S. Hammond
- 1977 Henry Gilman
- 1978 Melvin Calvin
- 1979 Glenn T. Seaborg

### Años 1980
- 1980 Milton Harris
- 1981 Herbert C. Brown
- 1982 Bryce Crawford, Jr.
- 1983 Robert S. Mulliken
- 1984 Linus Pauling
- 1985 Henry Taube
- 1986 Karl A. Folkers
- 1987 John D. Roberts
- 1988 Frank H. Westheimer
- 1989 George C. Pimentel

### Años 1990
- 1990 Roald Hoffmann
- 1991 Harry B. Gray
- 1992 Carl Djerassi
- 1993 Robert W. Parry
- 1994 Howard E. Simmons
- 1995 Sir Derek H. R. Barton
- 1996 Ernest L. Eliel
- 1997 Mary L. Good
- 1998 F. Albert Cotton
- 1999 Ronald Breslow

### Años 2000
- 2000 Darleane C. Hoffman
- 2001 Fred Basolo
- 2002 Allen J. Bard
- 2003 Edwin J. Vandenberg
- 2004 Elias J. Corey
- 2005 George A. Olah
- 2006 Paul S. Anderson
- 2007 George M. Whitesides
- 2008 Gabor A. Somorjai
- 2009 M. Frederick Hawthorne

### Años 2010
- 2010 Richard Zare
- 2011 Ahmed H. Zewail
- 2012 Robert S. Langer
- 2013 Peter J. Stang
- 2014 Stephen J. Lippard
- 2015 Jacqueline Barton
- 2016 Mostafa El-Sayed
- 2017 Tobin J. Marks
- 2018 Geraldine L. Richmond
- 2019 Karl Barry Sharpless

### Años 2020
- 2020 JoAnne Stubbe
- 2021 Paul Alivisatos
- 2022 Peter B. Dervan